# Czerwiszcze Nowe
Czerwiszcze Nowe (ukr. Нові Червища, Nowi Czerwyszcza) – wieś na Ukrainie, w obwodzie wołyńskim, w rejonie koszyrskim. W 2001 roku liczyła 1243 mieszkańców.

## Historia
Pod koniec XIX wieku wieś należała do gminy Uhrynicze w powiecie pińskim.